# Shanghai Rolex Masters 2011
Shanghai Rolex Masters 2011 — тенісний турнір, що проходив на кортах з твердим покриттям у місті Шанхай, КНР з 10 жовтня . Належав до категорії ATP World Tour Masters 1000.

## Фінальна частина

### Одиночний розряд
Енді Маррей —  Давид Феррер 7–5, 6–4

### Парний розряд
Максим Мирний /  Деніел Нестор —  Мікаель Льодра /  Ненад Зімоньїч 3–6, 6–1, [12–10]